# エレノア・オブ・ブリタニー
エレノア・オブ・ブリタニー（Eleanor of Brittany, 1182/84年 - 1241年8月10日）は、ブルターニュ公女。父はブルターニュ公ジョフロワ2世（ジェフリー・プランタジネット、イングランド王ヘンリー2世と王妃アリエノール・ダキテーヌの四男）、母はブルターニュ女公コンスタンス。弟はアーサー・オブ・ブリタニー、異父妹にアリックス・ド・トゥアール。「フェア・メイド・オブ・ブリタニー」（Fair Maid of Brittany）と呼ばれた。フランス語ではアリエノール・ド・ブルターニュ（Aliénor de Bretagne）またはエレオノール・ド・ブルターニュ（Éléonore de Bretagne）。英語ではエレノア・プランタジネット（Eleanor Plantagenet）とも呼ばれた。
伯父リチャード1世の死後に生じた王位継承問題で、弟アーサーと叔父でリチャード1世の末弟ジョン王の争いが起こった。ミルボーの戦いでアーサー派は敗走し、エレノアはアーサーとともにジョンの騎士たちに捕らえられた。アーサーは幽閉され、己の王座の不動をたくらんだジョンに殺された。エレノアはドーセットシャーのコーフ城に幽閉され。1216年にジョンが亡くなり、ヘンリー3世が即位した後、エレノアはグロスター城、マルボロ城に移され、1224年以降はブリストル城にいた。王室は彼女を王子の娘のように扱っていたが、しかし彼女は1241年に亡くなるまで軟禁されていた。
「ラナコステ（Lanercost）クロニクル」によると、エリーノが死ぬ前、ヘンリー3世は罪悪感からも子孫の権力を合法化するために、かつてエリーノに金冠を贈ったという。3日後、エレノアは王子エドワード、つまり後のエドワード1世に王冠を贈った。別の話では、彼女は王冠を1日だけかぶって返した。
1268年、ヘンリー3世はアンズベリー教会に歴代国王、王妃の死去を記念する際に、アーサーととエレノアを一緒に記念するよう求めた。